# 赤崁古厝
赤崁古厝是指位於高雄市梓官區赤崁里的一些古老屋舍，由於赤崁是梓官地區的三大舊聚落之一，歷史可追溯到明鄭時期，故有不少歷史悠久的老房子。雖然這些古厝有不少已成空屋，但仍有一些古厝的外觀依然完整。

## 劉朝聘古厝
位於梓官區赤崁西路，在史料中較常被稱為「赤崁古厝」。此處被當地人稱為「劉家古厝」或「劉朝聘古厝」。古厝主人劉朝聘，是日治時期赤崁當地的大戶人家，從劉家古厝的建築材料以及工法就能窺見其富裕程度。根據1930年代出版的《臺灣官紳年鑑》，劉朝聘從小自學漢學、中文。並且十八歲開始從商，而後成為以批發買賣布料為業的的「吳服商」，以「薄利多銷」作為買賣的基本原則，而後成功致富，新義源商行即是其擁有的企業。